# Anthony Wong Yiu Ming
Anthony Wong, también conocido como  Anthony Wong Yiu-Ming (黃耀明) (n. 16 de junio de 1962), es un cantante, compositor y productor de Hong Kong, intérprete de rock alternativo. Fue vocalista del dúo Tat Ming Pair en la década de los años 1980 y director de la productora musical "People Mountain People Sea".

## Carrera
Anthony Wong comenzó su carrera como DJ en una radioemisora de Hong Kong en 1984. Al año siguiente, contestó a un anuncio que se daba a conocer por primera vez como cantante, deseaba que se publicara en una revista musical que él era compositor y guitarrista del grupo Tats Lau Yi Tat. Entonces formaron el grupo Tat Ming Pair y más adelante firmaron su contrato con el sello discográfico de Polygram. Después de que el grupo se disolviera en la década de los años 1990, continuó su carrera musical como cantante en solitario y más adelante también como productor. A mediados de los años 90, llegó a la cima su carrera musical. Con temas musicales como ‘’Blow Up’’ (春光乍洩), 每日一禁果 (literally “A Forbidden Fruit-Once a Day”), recibió muchos premios musicales de mayor prestigio. 
En 1999 fundó la compañía de producción musical "People Mountain People Sea"  (人山人海) con un grupo de talentosos artistas y músicos de Hong Kong.

## Discografía
- 信望愛 (1991)
- 借借你的愛 (1992)
- 明明不是天使 (1994) (en mandarín)
- 愈夜愈美麗 (1995)
- 5餅2魚 (1996)
- 風月寶鑑 (1997)
- People Mountain People Sea 人山人海 (1997)
- 下世紀再嬉戲 (1999)
- Walking With Wings 花天走地 (2000)
- In Broad Daylight 光天化日 (2000)
- CrossOver EP (with Leslie Cheung) (2002)
- Acoustic... and a little more (2002)
- My 21st century 我的廿一世紀 (2003)
- 明日之歌 (2004)
- 若水 (2006)
- King of the Road (2008)
- Still Covered In Flowers 拂了一身還滿 (2011)
- Tomorrow’s Cabaret 明日之歌廳(2012)
- Ming Gor’s Songs 明哥之歌(2013)
- Below Tai Ping Shan 太平山下 (2014)
- Below Tai Ping Shan Concert 太平山下演唱會 (2014)
- Red Diffusion 美麗的呼聲聽證會 (2016)

### VCDs/DVDs
- Anthony + Jan Live in Music (1998)
- In Broad Daylight Concert 光天化日演唱會 (2000)
- Anthony x Miriam Yeung Live in Music (2004)
- 黃耀明滿天神佛攞命舞會Live03 (2004)
- HKPO VS Anthony Wong Live Bauhinian Rhapsody(2006)

## Comerciales
- Sony
- Now Broadband TV
- Hennessy VSOP